# هری کیو
هری کیو (انگلیسی: Harry Keough; ۱۵ نوامبر ۱۹۲۷ – ۷ فوریهٔ ۲۰۱۲) بازیکن و مربی فوتبال اهل ایالات متحده آمریکا بود.
وی همچنین در تیم ملی فوتبال ایالات متحده آمریکا بازی کرده‌است.